# Modelo Stock-Flujo
Los Modelos Stock-Flujo (SFC, Stock-Flow Consistent Models) son un tipo de modelos macroeconómicos basados en un marco contable riguroso, el cual garantiza una integración correcta y comprensible de todos los flujos y los stocks de una economía. Los primeros modelos fueron desarrollados en la mitad del siglo XX y poco a poco se han difundido gracias a la  escuela poskeynesiana.

## Contexto
El marco contable detrás de la modelación stock-flujo se remonta a los trabajos de Morris Copeland en 1949. 
James Tobin y sus colaboradores utilizaron características de la modelización stock-flujo que incluye la matriz de contabilidad social y tiempo discreto para desarrollar un modelo macroeconómico integrado por variables financieras y no financieras. En la conferencia que dio cuando recibió el Premio Nobel de Economía, delineó algunas cuestiones sobre estos modelos.

## Estructura de los Modelos

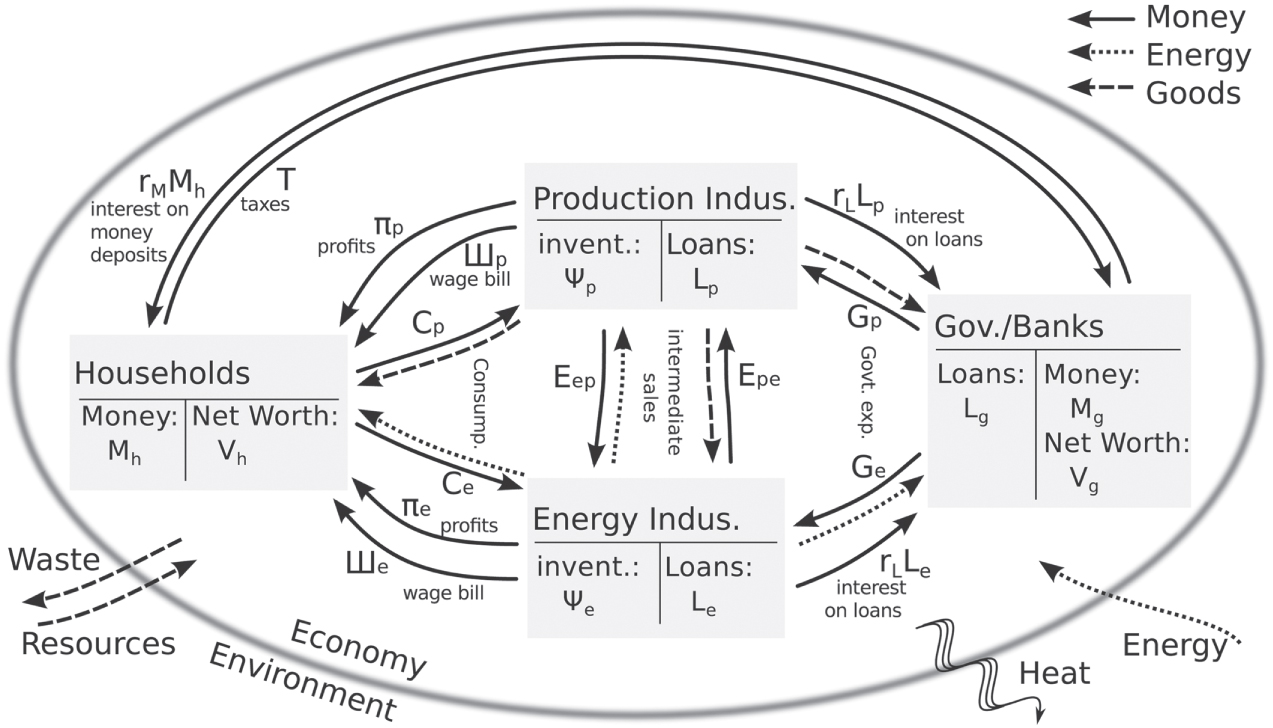
Stocks de sectores y gráfico de flujo de dinero, energía, y materiales de un Modelo Stock Flujo.

Los modelos stock-flujo normalmente constan de dos componentes principales: una parte de contabilidad y un conjunto de las ecuaciones que describen las leyes de movimiento del sistema. 
La consistencia contable está asegurada por el uso de tres matrices: i) las hojas de equilibrio del conjunto, con todos los stocks iniciales, ii) el flujo de transacción, grabando todas las transacciones que toman sitios en la economía (p. ej. consumo, pagos de intereses); iii) la matriz de revalorización accionaria, mostrando los cambios en los stocks que resultan de las transacciones (el flujo de transacción y la matriz de revalorización accionaria son a menudo fusionado en la matriz de integración llena). 

## Ventajas y desventajas
El marco contable tiene varias ventajas porque se pueden rastrear todos los flujos monetarios que tienen lugar en una economía y logra una integración compatible entre el sector real y financiero de la economía (para una discusión detallada ve Godley y Lavoie, 2007). Además, cuando hojas de equilibrio están actualizadas en cualquier periodo, los modelos SFC pueden identificar procesos insostenible (como el exceso de deuda). Estos modelos fueron utilizados por Wynne Godley para hacer pronósticos y obtuvo resultados prometedores. El marco de contabilidad consistente impide dejar "agujeros negros" (partes inexplicadas del modelo y la dinámica económica).
Una de sus desventajas está en la estimaciones de los valores que irán en las matrices. Otra desventaja es que explican poco sobre lo que pasa en el nivel microeconómico. 

## Ejemplo de SFC modelo

### Flujo de fondos entre sectores en una economía cerrada
|                   | Casas | Empresas | Gobierno | Resto del Mundo | ∑ |
| ----------------- | ----- | -------- | -------- | --------------- | - |
| Consumo           | -C    | +C       |          |                 | 0 |
| Gasto de gobierno |       | +G       | -G       |                 | 0 |
| [PRODUCTO]        |       | [Y]      |          |                 |   |
| Sueldos           | +     | -        |          |                 | 0 |
| Impuestos         | -T    |          | +T       |                 | 0 |
| Cambios en Dinero | -ΔHh  |          | +ΔHs     |                 | 0 |
| ∑                 | 0     | 0        | 0        |                 |   |

Hojas de equilibrio y flujos como flechas

La tabla de arriba muestra el flujo de fondos entre sectores diferentes para una economía cerrada sin sector financiero explícito de un modelo por Wynne Godley y Marc Lavoie. El menos (-) representa que el sector ha pagado mientras el más (+) indica lo que recibe ese sector.
Poco a poco, los modelos stock-flujo van aumentando los sectores y las variables: incluye sector financiero y se extiende a una economía abierta.

### La estructura de modelo
El conjunto de las ecuaciones en el modelo define relación entre variables diferentes, no determinadas por el marco contable. La estructura de modelo básicamente ayuda a comprender cómo los flujos están conectados: cómo el comportamiento de un sector afecta el flujo de fondos en el sistema.
La estructura de modelo con un conjunto de las ecuaciones para una economía cerrada sencilla está dada por:
Y = C + G
T = θY
YD = Y - T
C = α1 Y + α2 Ht-1
ΔHs = G - T
ΔHs = G - T
ΔHh = YD - C
H = ΔH + Ht-1
Y (Ingresos), C (Consumo), G (Gastos de Gobierno), T (Impuestos), YD (Ingresos disponibles), ΔH (Cambios en stock de dinero) y θ es el índice de impuesto en los ingresos de los hogares. α1 es el consumo de los hogares con sus ingresos disponibles  y α2 es el consumo de los hogares a partir de su riqueza anterior.